# Свјатлана Алексијевич
Свјатлана Аљаксандравна Алексијевич (блр. Святлана Аляксандраўна Алексіевіч; Станислав, 31. маја 1948) белоруска је новинарка и књижевница која ствара на руском језику. За своје „полифонијско писање, које представља споменик патњи и храбрости нашег доба” 8. октобра 2015. додељена јој је Нобелова награда за књижевност.

## Порекло
Рођена је 31. маја 1948. године од оца Белоруса и мајке Украјинке из Галиције. После очеве демобилизације пресељавају се у Минск. Родитељи књижевнице су радили као сеоски учитељи.
Године 1965. завршила је средњу школу у Копаткевичима, у Гомељској области.
Радила је као васпитачица, наставница историје и немачког језика у школама Мозирског рејона, новинарка Припјатске правде (рус. Припятская правда) у Наровљу.
Године 1972. завршила је факултет журналистике Белоруског државног универзитета и почела да ради у Мајаку комунизма (рус. Маяк коммунизма) - регионалних новина у Берјози, у Брестској области.
Године 1983. по препоруци Аљасја Адамовича, Јанка Бриља, Васиља Бикова и Васиља Витке примљена је у Удружење књижевника СССР.
Од почетка 2000. је живела у Италији, Француској, Немачкој. Од 2013. године поново живи у Белорусији.
Члан је Управе Удружења књижевника Белорусије, потпредседник Међународног ПЕН-клуба, а од 26. октобра 2019. године је председник Белоруског ПЕН-центра.
Политички је ангажована.

## Стваралаштво
Својим учитељима Алексијевичева назива Аљасја Адамовича и Васиља Бикова - познате белоруске књижевнике.
Њена прва књига Отишао сам из села (рус. Я уехал из деревни) је уништена 1976. године у процесу пред штампу, будући да је оштро критиковала комунистички режим и тадашњу агрополитику државе. Након тога је било још покушаја писања, али књиге нису објављене.
Прва објављена књига Алексијевичеве је Рат нема женско лице (рус. У войны не женское лицо) 1987, а написана је три године раније. Писана је у жанру уметничке и документарне прозе, у којој су сакупљене медицинских сестара, жена-пилота, жена-снајпера, преводитељки, докторки, везисткиња - свих жена које су учествовале у рату и остављале трага у њему. Издање из 1980. године штампано је у 2.000.000 примерака и снимљен је по њему документарни серијал (1981-1984).
Након тога су се ређале књиге: Последњи сведоци: књига прича за одрасле (рус. Последние свидетели: книга недетских рассказов) 1985, Дечаци од цинка (рус. Цинковые мальчики) 1989, посвећена совјетској улози у рату у Авганистану, Зачарани смрћу (рус. Зачарованные смертью) 1993, која се бави феноменом самоубистава у СССР, Чернобиљска молитва (рус. Чернобыльская молитва) 1997, која се бави сведоцима Чернобиљске катастрофе, ликвидаторима, њиховим породицама, члановима породица преминулих ликвидатора, пребеглим становништвом из Чернобиља.
Књиге Светлане Алексијевич су преведене на енглески, француски, немачки, шведски, пољски, кинески, норвешки и друге језике. Укупан тираж страних издања Чернобиљске молитве је прешао 4.000.000 примерака.

## Нобелова награда
У 2013. години Светлани Алексијевич је измакла Нобелова награда за књижевност, коју је тада примила канадска књижевница Алис Монро.
У 2015. Алексијевичева је добила Нобелову награду за књижевност са формулацијом за њено вишегласно стваралаштво - споменик страдању и храбрости у наше време. Свјатлана Алексијевич је прва добитница Нобелове награде у историји независне Белорусије. Први пут после 50 година таква награда је додељена књижевнику документарне прозе и први пут у историји је Нобелова награда за књижевност припала професионалном новинару.

## Књижевна дела
- Рат нема женско лице / У войны не женское лицо (1985)
- Последњи сведоци / Последние свидетели (1985)
- Лимени дечаци / Цинковые мальчики (1989)
- Зачарани смрћу / Зачарованные смертью (1993)
- Чернобиљска молитва / Чернобыльская молитва (1997)
- Време sekond-henda / Время секонд хэнд (2013).

Алексијевичева је ауторка и 3 драме, од којих су две настале по њеним књигама Рат нема женско лице и Марјутка о епоси стаљинизма.

## Критике
У образложењу Шведске академије, која је Алексијевичевој доделила Нобелову награду налази се следеће:
„Користећи изузетан метод, пажљиво уклопљен колаж људских гласова, Алексијевичева продубљује наше разумевање целе једне ере.”
Критичари су углавном позитивно оцењивали стваралаштво Светлане Алексијевич, наводећи да једним неистрошеним жанром описује појаве које су ретки смели да помињу и да се њима баве.
Помешане су критике на рачун њеног политичког активизма. Подржала је протесте у Белорусији 2020-2021. против белоруског председника Александра Лукашенка.

## Везе са Србијом
Књиге Светлане Алексијевич су преведене на српски језик и објављене у издавачкој кући Лагуна и Дерета, непосредно по додели Нобелове награде за књижевност 2015. године.
На књижевним сусретима у Београду 2018. године, гостујући у Удружењу књижевника Србије, проф. др Иван Чарота је упитан да ли ће у Србији бити заступљенија белоруска књижевност после Нобелове награде додељене белоруској књижевности. Професор је одговорио да неће бити заступљенија и да је појава превођења дела Алексијевичеве стихијска. Такође је додао да су дела Алексијевичеве настала и превођена са руског, а не белоруског језика.

## Награде
- 1984 — Орден Знак Почасти (СССР)
- 1984 — Књижевна награда Николаја Острвског Удружења књижевника СССР
- 1984 — Награда часописа Октобар (СССР)
- 1985 — Књижевна награда Константина Федина Удружења књижевника СССР
- 1986 — Награда Лењинског комсомола (СССР) за књигу Рат нема женско лице
- 1987 — Награда Књижевних новина (СССР)
- 1996 — Награда Курта Тухољског Шведског ПЕН-клуба - За храброст и достојанство у књижевности
- 1997 — Награда Андреја Сињавског редакције Нове новине - За стваралачко понашање и благородност у књижевности (Русија)
- 1997 — Награда часописа Пријатељство народа (Русија)
- 1997 — Награда Тријумф (Русија)
- 1998 — Лајпцишка књижевна награда за допринос европском разумевању (Немачка)
- 1999 — Награда Гердера (Аустрија)
- 2001 — Награда света Ремарка (Немачка)
- Медаља преподобне Јефросиније Полоцке (Белоруска православна црква)
- 2006 — Национална награда критичара (САД)
- 2011 — Награда Централноевропске књижевне награде Ангелус за књигу Рат нема женско лице
- 2011 — Награда Ришарда Капушћинског за књиге Рат нема женско лице и Време секонд-хенда (2015)
- 2013 — Награда света немачких продаваца књига
- 2013 — Награда Медичија за есејистику (Француска) за књигу Време секонд-хенда
- 2014 — Официрски крст ордена Уметности и књижевности (Француска)
- 2014 — Награда читалачких симпатија по резултатима читалачког гласања награде Велика књига (Русија), за књигу Време секонд-хенд
- 2015 — Нобелова награда за књижевност - за њено вишегласно стваралаштво - споменик страдању и храбрости у наше време
- 2018 — Награда Ане Политковске - за смели наступ против неправедности, насиља и екстремизма у ситуацији која се продужава у регионима заборављених оружаних конфликта
- 2019 — Медаља 100 година БНР - за нарочити допринос белоруској књижевности
- 2020 — Награда Сахарова
- 2020 — Почасни доктор Универзитета Витовта Великог